# Bezirk Nikolsburg
Der Bezirk Nikolsburg war ein Politischer Bezirk in der Markgrafschaft Mähren. Sitz der Bezirkshauptmannschaft war die Stadt Nikolsburg (Mikulov). Das Gebiet gehörte seit 1918 zur neu gegründeten Tschechoslowakei.

## Geschichte
Die modernen, politischen Bezirke der Habsburgermonarchie wurden 1868 im Zuge der Trennung der politischen von der judikativen Verwaltung geschaffen.
Der Bezirk Nikolsburg wurde 1868 aus dem Gerichtsbezirk Nikolsburg gebildet. Zur Zeit seiner Entstehung lebten im Bezirk Nikolsburg 34.074 Einwohner auf einer Fläche von 5,98 Quadratmeilen.
1880 lebten im Bezirk Nikolsburg 37.111 Personen (17.696 männlich und 19.514 weiblich). Von der einheimischen Bevölkerung hatten 34.497 Deutsch und 2349 Tschechisch als Umgangssprache angegeben.
1890 lebten im Bezirk Nikolsburg 38.148 Personen (18.350 männlich und 19.798 weiblich). Von der einheimischen Bevölkerung hatten 35.865 Deutsch und 766 Tschechisch als Umgangssprache angegeben.
1910 lebten im Bezirk Nikolsburg 49.048 Menschen. Davon hatten 48.843 die österreichische Staatsbürgerschaft. Von den österreichischen Staatsbürgern gaben 46.907 Deutsch und 1251 Tschechisch als Umgangssprache an. Die Fläche betrug 509,62 km2.

## Gemeinden
Der Bezirk Nikolsburg umfasste 1890 folgende Gemeinden:
Bergen, Bratelsbrunn, Dürnholz, Eisgrub, Fröllersdorf, Guldenfurt, Guttenfeld, Klentnitz, Leipertitz, Mariahilf, Millowitz, Muschau, Neudek, Neusiedl, Nikolsburg, Pardorf, Pausram, Pollau, Neu-Prerau, Pulgram, Unter-Tannowitz, Treskowitz, Voitelsbrunn, Weißstätten, Ober-Wisternitz, Unter-Wisternitz, Wostitz